# Елевферий (Богоявленский)
Митрополи́т Елевфе́рий (в миру Дмитрий Яковлевич Богоявленский; 14 [26] октября 1868, Новый Оскол, Курская губерния — 31 декабря 1940, Вильнюс, СССР) — епископ Православной российской церкви; митрополит Ковенский и Литовский, затем Виленский и Литовский.
В 1930-е окормлял эмигрантские русские приходы, остававшиеся в юрисдикции Московской Патриархии, возглавляемой митрополитом Сергием (Страгородским).

## Биография
Родился в семье сельского псаломщика; его младший брат — епископ Исидор (Богоявленский). Окончил Старооскольское духовное училище и Курскую духовную семинарию в 1889 году. Был назначен учителем церковно-приходской школы в Ямской слободе, где проработал в течение одного учебного года.
В 1890 году женился, 25 ноября того же года был рукоположён в сан священника к Покровскому храму в селе Тростянец Новооскольского уезда; вскоре овдовел.
В 1900 году поступил в Санкт-Петербургскую духовную академию, окончил её со степенью кандидата богословия в 1904 года и принял монашеский постриг с именем Елевферий. Определён преподавателем гомилетики в Каменец-Подольскую духовную семинарию.
С 1906 года — инспектор Холмской духовной семинарии. С 1909 года ректор Смоленской духовной семинарии в сане архимандрита. 21 августа 1911 года хиротонисан во епископа Ковенского, викария Литовской епархии (архиепископа Тихона (Беллавина)).
Награждён орденами Святой Анны II степени и Святого Владимира III степени (1913).
В 1914 году, после начала мировой войны, переселился в московский Донской монастырь; по окончании военных действий возвратился в епархию.
В связи с избранием в июне 1917 года архиепископа Тихона (Беллавина) на Московскую кафедру указом Святейшего синода от 28 июня 1917 года был назначен управляющим Литовской епархией.
Член Всероссийского Поместного собора 1917—1918 годов, участвовал в 1—2-й сессиях, член IX, XI отделов.
С ноября 1918 года жил в Вильно, с 1919 года председатель Литовского епархиального совета.
Постановлением Священного синода от 11 июля 1921 года был возведён в сан архиепископа Литовского и Виленского и назначен священноархимандритом Свято-Духова монастыря в Вильно. Оказался в независимой Польше (Вильно был оккупирован и в марте 1922 года аннексирован Польшей). Противостоял автокефалистским тенденциям в Польской православной церкви и сохранял верность юрисдикции Московской патриархии. Вследствие непризнания им автокефалии Польской церкви в ночь с 13 на 14 октября 1922 года был задержан польскими властями в Свято-Духовом монастыре в Вильно и помещён в католический монастырь молчальников (камальдулов) в местечке Беляны близ Кракова, где находился до начала февраля 1923 года. В феврале 1923 года был освобождён и выслан из Польши в Литву.

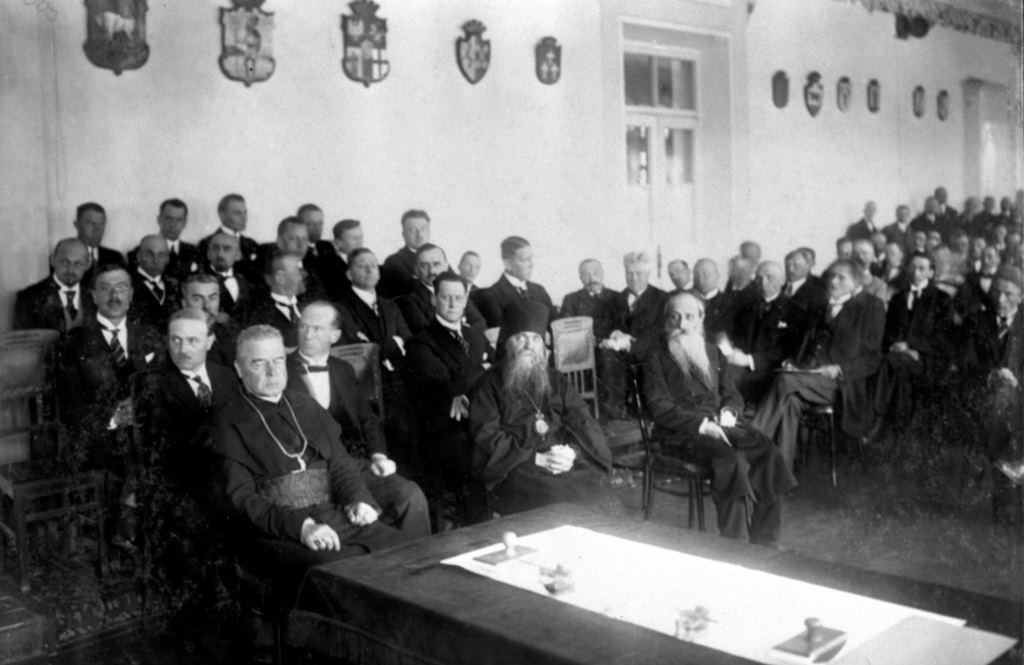
Митрополит Елевферий (сидит посередине) на открытии Сейма Литвы II созыва в Каунасе, 1923 год

6 февраля 1923 года прибыл в Каунас, который служил временной столицей Литвы.
В 1924 году награждён бриллиантовым крестом на клобук.
Осенью 1928 года получил приглашение от заместителя местоблюстителя митрополита Сергия (Страгородского) прибыть в Москву и доложить о положении Православной церкви в Литве и Польше. Находясь в Москве, 28 ноября 1928 года был возведён в сан митрополита Литовского и Виленского. Воспоминания о своей поездке он изложил в книге «Неделя в патриархии». По словам историка Андрея Кострюкова, «вне всякого сомнения, гражданин другой страны, архиерей мог услышать и увидеть в Москве только то, что ему дозволено было слышать и видеть. В Россию его пустили не для того, чтобы показывать правду. Кроме того, митрополит Елевферий, помнящий былую Русь, несомненно мечтающий о величии Русской Церкви и искренне преданный митрополиту Сергию, увидел в России то, что хотел увидеть».
Протопресвитер Василий Виноградов в изданной в 1959 году в Мюнхене книге «О некоторых важнейших моментах последнего периода жизни и деятельности св. патриарха Тихона» писал о нём: «<…> С разрешения Советской власти он пробыл в гостях в Патриархии целую неделю (больше недели Сов. власть решительно не дозволила). Свои впечатления М. Елевферий изложил в небольшой книжке (в 2-х частях) под заглавием „Неделя в Патриархии“. Книга эта поражает той наивной, почти детской доверчивостью, с какой заграничный иерарх, незнакомый с условиями советской жизни и психологией подсоветских церковных деятелей, и к тому же человек чистой и открытой души, взирал на искусственно для показа ему созданные фикции „свободной“ церковной жизни и „свободного“ церковного управления. Ему и на мысль не приходит, чтобы так гостеприимно принимающие его члены Синода, русские иерархи, могли почему-либо на его вопросы об условиях и обстоятельствах церковной и их личной жизни давать ответы не те, которые они хотели бы ему дать, а те, которые угодны ГПУ (агенты которого, как они хорошо знали, в той или иной форме, непременно всюду и везде в Патриархии)».
Указом митрополита Сергия и Синода от 24 декабря 1930 года в связи с переходом митрополита Евлогия (Георгиевского) и большинства его приходов в юрисдикцию Константинопольской православной церкви и отказом епископа Владимира (Тихоницкого) принять управление был назначен временно управляющим Западно-Европейскими русскими приходами (пожелавшими остаться в ведении Московской патриархии); с 30 апреля 1931 года управляющий.
В 1936 году был награждён правом предношения креста за богослужениями и литовским орденом Великого князя Гядиминаса I степени.
После передачи Литве части польской территории Советским Союзом 2 ноября 1939 года вернулся в Вильнюс.
Скончался вечером 31 декабря 1940 года от менингита; похоронен в архиерейской усыпальнице в храме Свято-Духова монастыря в Вильнюсе.

## Сочинения
- Главнейшие черты нравственного мировоззрения русских подвижников 19-го века // ОР РНБ. Ф. 574. Оп. 2.
- Переписка с Патриархом Тихоном и митрополитом Сергием (Страгородским). 1922—1939 // Архив Московской Патриархии.
- Речь при наречении во епископа Ковенского // Церковные ведомости. Прибавления. 1911. — № 35.
- Письмо к митр. Евлогию (Георгиевскому) // Возрождение. 1927. — № 680.
- Неделя в Патриархии (Впечатления и наблюдения от поездки в Москву). — Париж, 1933.
  - Неделя в Патриархии: (Впечатления и наблюдения от поездки в Москву) // Из истории Христианской Церкви на Родине и за рубежом в ХХ столетии. — М.: Крутицкое Патриаршее подворье, 1995. — С. 174—295.
- Письмо Блаженнейшему Сергию, Заместителю Патриаршего Местоблюстителя, от 3 июня 1934 г. (выписка) // Журнал Московской Патриархии. 1934. — № 22. — С. 3-4.
- Мой ответ митрополиту Антонию. — Париж, 1935.
- Об искуплении. Письма митрополиту Антонию. — Париж. — 1937. — 196 С.
- Соборность Церкви. Божие и Кесарево. — Париж, 1938.
- Папство в вопросе соединения Церквей. — Париж, 1940.
- Из переписки с митр. Сергием (Страгородским) // Церковь и время. 2000. — № 1, 3.
- Письмо Д. А. Ишевскому // Шевченко Т. Валаамский монастырь и становление Финляндской Православной Церкви (1917—1957). 2013. — С. 431—432.
- Кострюков А. А. «Продолжается земная жизнь, полная неимоверных трудов...»: письма митрополита Литовского и Виленского Елевферия (Богоявленского) митрополиту Сергию (Страгородскому) // Вестник ПСТГУ. Серия II: История. История Русской Православной Церкви. — 2023. — Вып. 111. — С. 164—187.
- Кострюков А. А. «Искренно скорблю о трагической смерти много уважаемого и ценимого Иерарха, Высокопреосвященного Архиепископа Иоанна». Митрополит Литовский и Виленский Елевферий (Богоявленский) о гибели священномученика Иоанна (Поммера) и других событиях церковной жизни. (Публикация, вступительная статья и комментарии) // Христианское чтение. 2023. — № 2. — С. 362—372.